# Majak (Rosja)

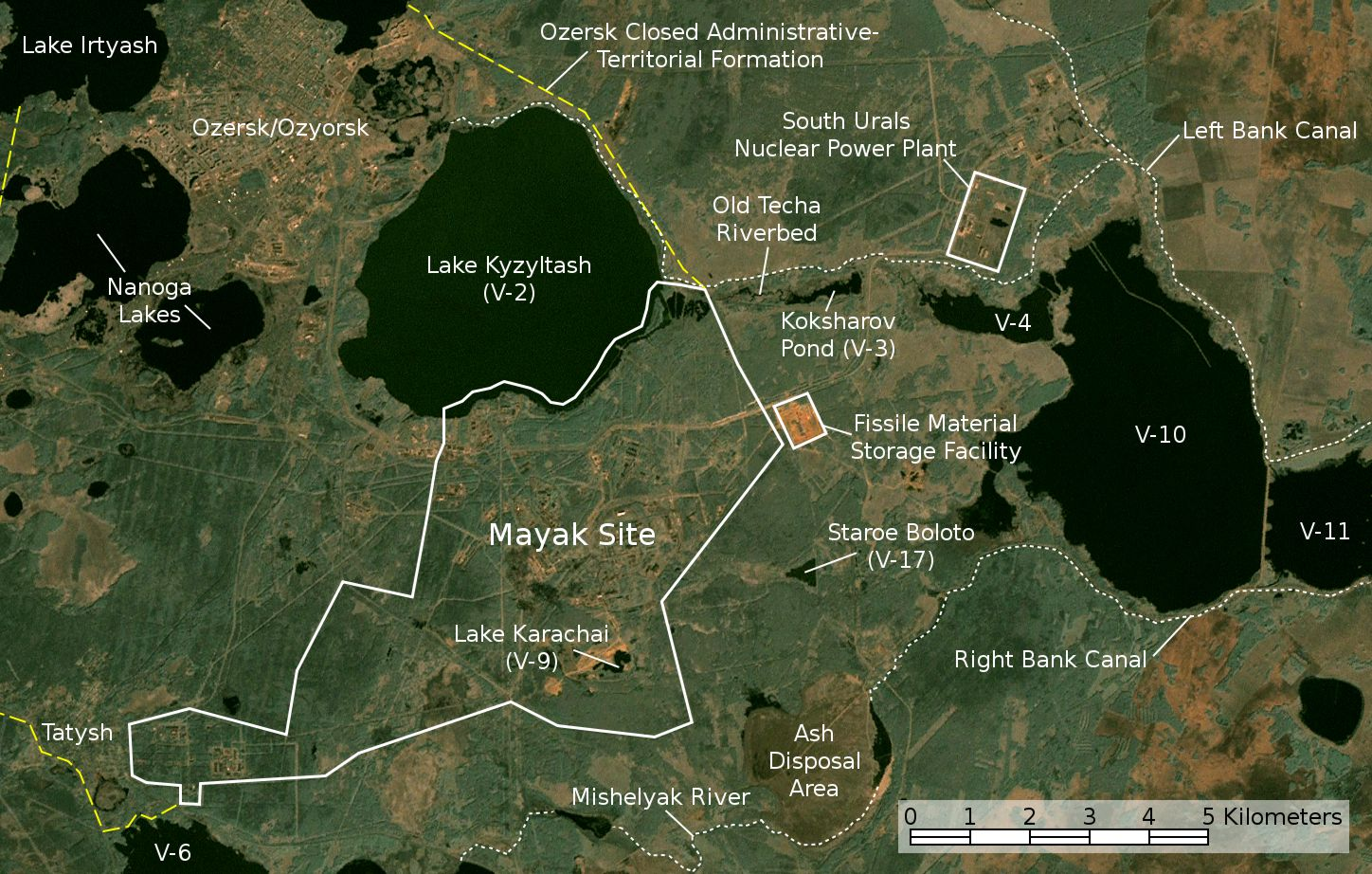
Widok z satelity na zakłady Majak

Majak (ros. Маяк, pol. latarnia morska) – jeden z największych zakładów atomowych Federacji Rosyjskiej, zlokalizowany 120 kilometrów na południe od Jekaterynburga, 70 kilometrów na północny zachód od Czelabińska. Miastem położonym najbliżej jest Oziorsk (początkowo nazywany Baza-10), którego centrum leży w odległości 8 km od zakładu. W historii rosyjskich badań nad bronią jądrową Majak znany był pod nazwami Czelabińsk-40, a potem Czelabińsk-65.
Majak przywoływany jest również w związku z poważnym skażeniem dużego obszaru Uralu w roku 1957, które było utrzymywane w tajemnicy przez Związek Radziecki przez około 30 lat. Warunki pracy w zakładzie Majak i ówczesny brak poczucia odpowiedzialności za środowisko naturalne doprowadziły do dodatkowego skażenia pobliskich jezior i spowodowania poważnych zagrożeń dla zdrowia ludzkiego oraz wypadków. Część obszaru skażona przez zakład Majak nadal jest zamknięta z uwagi na podwyższony poziom promieniowania. W ciągu drugiej połowy XX wieku na działanie promieniowania jonizującego narażone było około pół miliona mieszkańców rejonu; napromieniowanie następowało przy co najmniej jednej okazji, w niektórych przypadkach doprowadzając do dwudziestokrotnego przekroczenia dawki promieniowania w porównaniu do osób przebywających w rejonie Czarnobyla podczas katastrofy elektrowni atomowej.
Majak był celem lotu rozpoznawczego Gary’ego Powersa w maju 1960.

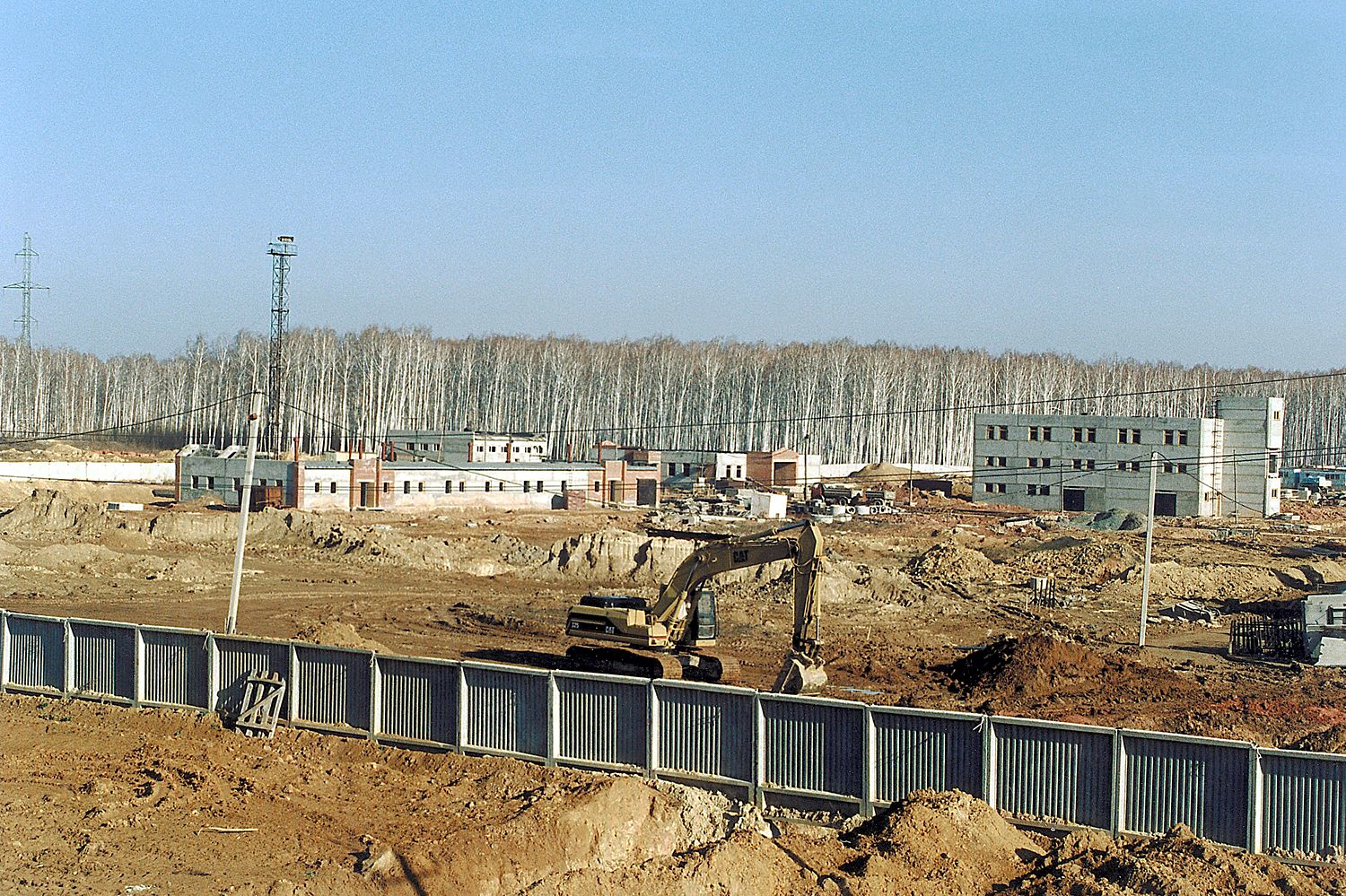
Instalacje przechowywania materiałów rozszczepialnych, widok na budynek administracji magazynu z uwzględnieniem wszystkich instalacji pomocniczych. Koparka jest urządzeniem odkrywkowym zakupionym przez Korpus Inżynieryjny Armii Stanów Zjednoczonych

## Historia badań nuklearnych
Zakłady Majak zbudowano w pośpiechu i tajemnicy w latach 1945-1948, jako część radzieckiego programu badań nad bronią atomową. Pierwotnie zakładany cel istnienia zakładu to rafinowanie i obrabianie plutonu o przeznaczeniu wojskowym. W tym celu zbudowano pięć reaktorów atomowych. W późniejszym okresie zakład specjalizował się w przetwarzaniu plutonu ze zdemobilizowanej broni i odpadów z reaktorów atomowych. Współcześnie Majak wytwarza tryt i izotopy promieniotwórcze, wyłączywszy pluton. W ostatnich latach kontrowersje wokół zakładu wzbudził pomysł przetwarzania za opłatą odpadów zagranicznych reaktorów jądrowych.
W pierwszych latach działania z zakładu Majak wyciekły pewne ilości skażonej promieniowaniem wody, która przedostała się do pobliskich jezior i rzeki Tiecza, której wody zasilają Ob. Konsekwencje przedostania się napromieniowanej wody do dolnego biegu rzek nie są jeszcze znane. Niektórzy mieszkańcy Oziorska twierdzą, ze mieszkanie w tej okolicy nie stanowi obecnie zagrożenia z uwagi na spadek poziomu promieniowania od lat 60. XX wieku. Nie przywołują też żadnych problemów ze zdrowiem własnym i zdrowiem pracowników zakładu Majak. Twierdzenia te są jednak niepoparte dowodami, a dodatkowo nikt nie zaprzecza temu, że osoby pracujące w Majaku w latach 50. i 60. XX wieku zmarły wskutek wystawienia na promieniowanie jonizujące. Sytuacja znacznie się od owego czasu poprawiła, lecz administracja zakładu Majak była wielokrotnie krytykowana za nie do końca uzasadnione praktyki.

## Katastrofa kysztymska

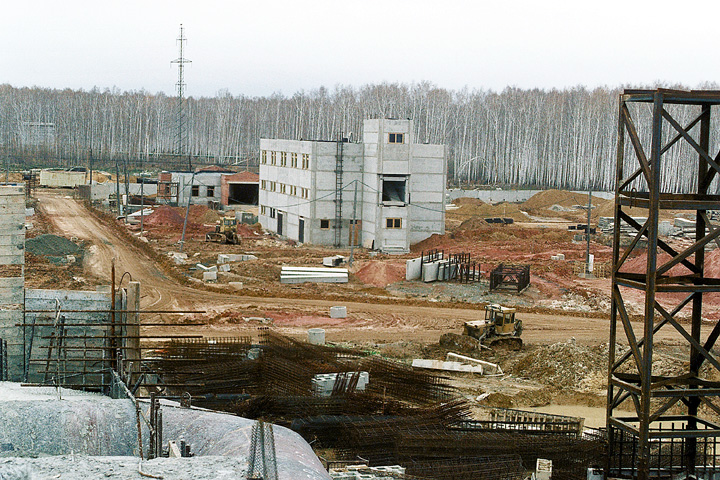
Instalacje przechowywania materiałów rozszczepialnych, widok na południową stroną budynku administracyjnego i budynek bezpieczeństwa magazynowego

Warunki pracy w zakładzie Majak spowodowały znaczne zagrożenie dla zdrowia ludzkiego i wiele wypadków. Najbardziej znany wypadek wydarzył się w kompleksie 29 września 1957, kiedy to awaria systemu chłodzenia zbiornika zawierającego dziesiątki tysięcy ton rozpuszczonych odpadów nuklearnych skutkowała eksplozją (niemającą charakteru nuklearnego) o sile porównywalnej do wybuchu 75 ton trotylu (310 gigadżuli), a w konsekwencji skażenie promieniotwórcze o pierwotnej radioaktywności 2 milionów Ci obszaru o powierzchni 39 000 km². W wyniku tego incydentu ponad 200 osób zmarło na chorobę popromienną, 10 tysięcy ewakuowano, a 470 tysięcy narażono na działanie promieniowania jonizującego.

## Inne wypadki

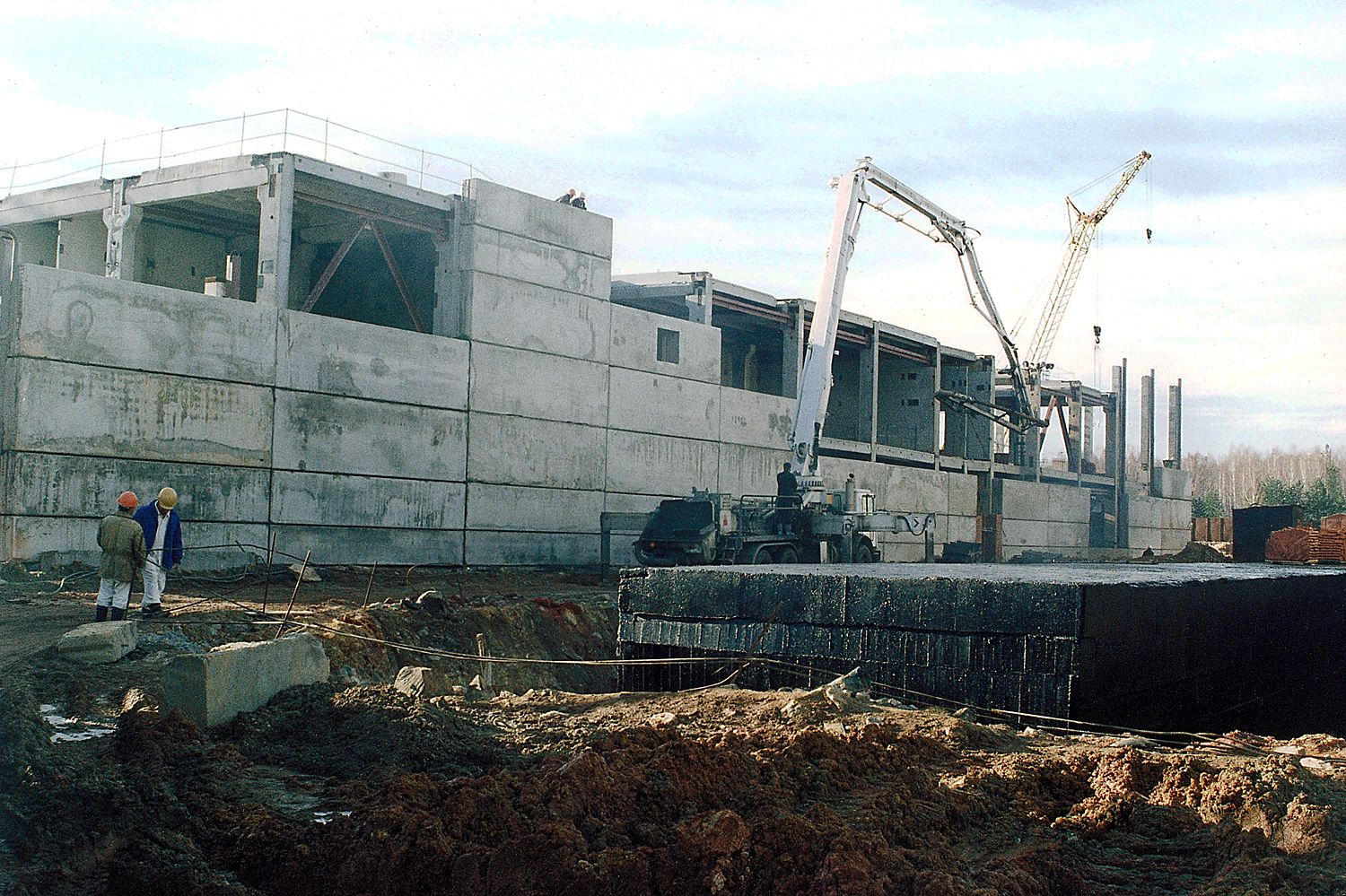
Instalacje przechowywania materiałów rozszczepialnych, widok na centrum wentylacyjne magazynu. Tunel wentylacyjny znajduje się na północ od konstrukcji

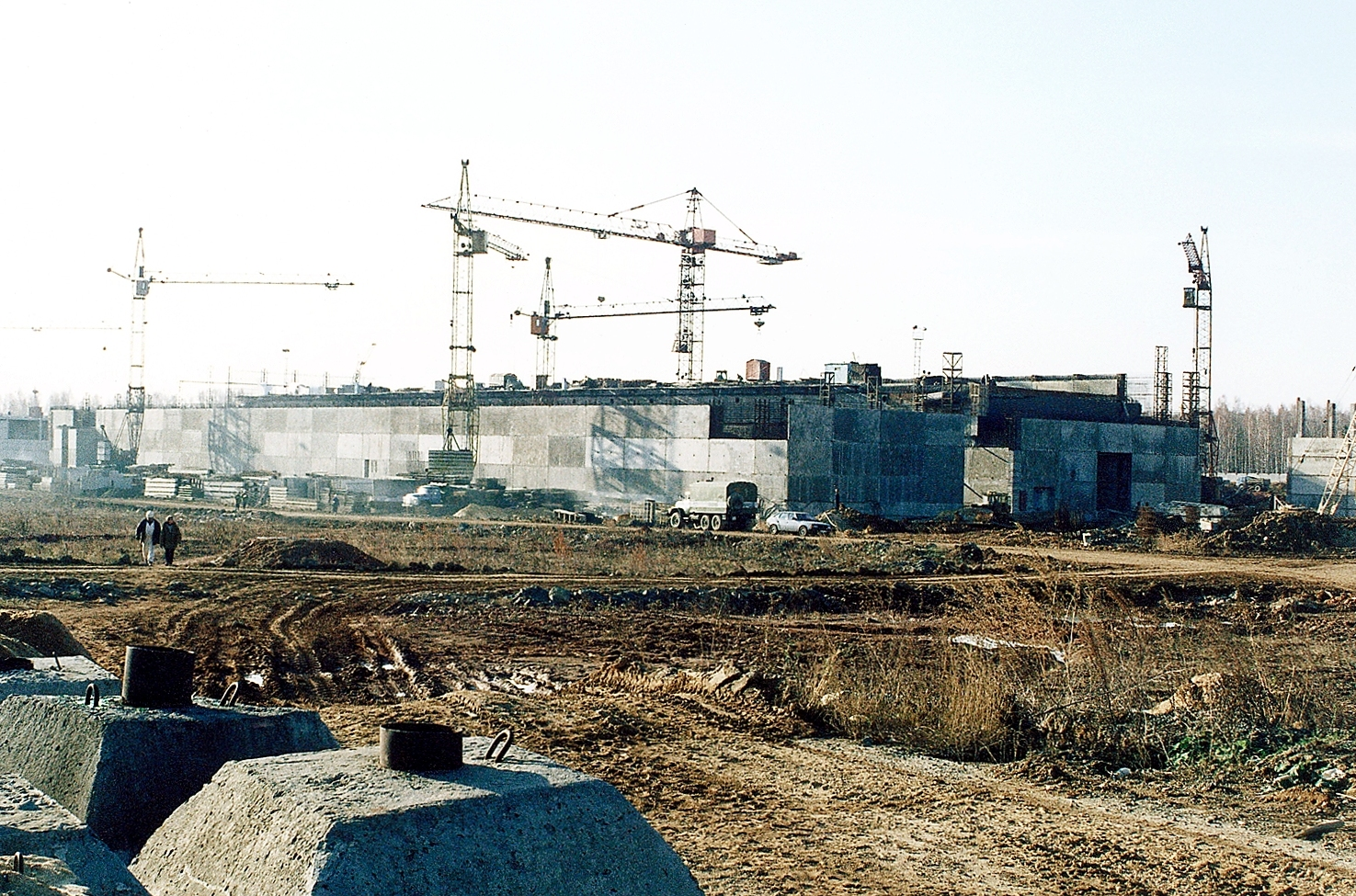
Widok na zespół przechowywania materiałów, budynek kontrolny, księgowość i przechowywanie pojemników na materiały rozszczepialne. od południowego zachodu; w lokalizacji przechowywane są materiały w sposób bezpieczny, chroniony i bezpieczny dla środowiska

10 grudnia 1968 w zakładach przeprowadzano eksperyment z technikami oczyszczania plutonu. Dwaj pracownicy zakładu wykorzystywali naczynie o niesprzyjającej geometrii w trakcie improwizowanej niezatwierdzonej operacji, jako naczynie tymczasowe do przechowywania organicznego roztworu plutonu. Innymi słowy, operatorzy zlewali roztwór plutonu do niewłaściwych pojemników. Po rozlaniu większości roztworu nastąpił błysk światła i uderzenie gorąca. Po ewakuacji pracowników zakładu nadzorca zmiany i nadzorca kontroli nad promieniowaniem weszli do budynku. Nadzorca zmiany po wprowadzeniu w błąd nadzorcy kontroli promieniowania wszedł do pomieszczenia, gdzie przelewano roztwór i najprawdopodobniej próbował wylać go przez kratki w podłodze. Spowodowało to reakcję materiału radioaktywnego i pochłonięcie przez nadzorcę śmiertelnej dawki promieniowania jonizującego. Działanie nadzorcy stało się powodem nominacji do nagrody Darwina.
Zakład Majak był miejscem jeszcze dwóch poważnych wypadków atomowych. Pierwszy z nich wydarzył się w okresie obfitych opadów, które spowodowały skażenie radioaktywne jeziora Karaczaj odpadami radioaktywnymi i przeniknięcie ich do okolicznych wód. Drugi z wypadków miał miejsce w roku 1964, gdy wiatr rozwiał pył zalegający na dnie wyschniętego, zanieczyszczonego odpadami radioaktywnymi jeziora Karaczaj,  którego basen służył za skład odpadów radioaktywnych z Majaka od roku 1951. Podczas tego wypadku, gdy pył rozwiał się na części Oziorska, napromieniowaniu uległo około 400 tysięcy osób.